# Ney Bala
Ney Gonçalves de Souza, mais conhecido como Ney Bala (Governador Valadares, 6 de maio de 1968), é um ex-futebolista brasileiro que atuava como atacante.

## Carreira
Ney Bala iniciou sua carreira no Democrata de Governador Valadares, sua cidade natal. Chegou a realizar testes nas categorias de base do Flamengo, mas não foi aprovado.
Ainda no ano de 1988 foi vendido ao São Paulo, comprado junto ao Venda Nova, depois de se destacar na Taça Belo Horizonte. Permaneceu no clube durante dois anos, aonde conquistou o Campeonato Paulista de 1989 e o vice-campeonato brasileiro do mesmo ano, atuando com jogadores como Raí e Edivaldo.
Ney ainda atuou no Santos, Cerro Porteño do Paraguai, Avaí, aonde conquistou o Estadual de 1997, Chapecoense, Criciúma e Nacional-AM. Também atuou no Marilia, onde conquistou o Campeonato Paulista da Série A2, aonde marcou um gol na final.
Encerrou a sua carreira no mesmo time que o revelou, o Democrata GV.

## Títulos
São Paulo
- Campeonato Paulista: 1989[7]

Criciúma
- Campeonato Catarinense: 1995
- Taça Governador do Estado: 1995

Avaí
- Campeonato Catarinense: 1997

Nacional (AM)
- Taça cidades de Manaus: 2001